# 五族共和歌
《五族共和歌》（又稱五旗共和歌）是中华民国臨時政府颁布臨時国歌，由沈恩孚作词、沈彭年谱曲的国歌拟稿。1912年時，中華民國臨時政府在南京成立，教育總長蔡元培對公眾徵求國歌，並以此歌作臨時国歌。1913年其国歌地位被《卿雲歌》替代。
國歌歌詞为：
亞東開化中華早，

揖美追歐，

舊邦新造。

飄揚五色旗，

民國榮光，

錦繡河山普照。

吾同胞，

鼓舞文明，

世界和平永保。
白話翻譯：
中國是東亞最早的文明，

學習並追越歐美科技，

舊中國，新時代。

飄揚的五色旗

乃是民國之榮光，

照耀所有美麗的山河。

我們所有同胞，

振興中華文明，

世界和平保持永久。

## 註解
1. ↑  或解作「爲中華文明而鼓舞、歌唱」。